# Malaysian Masters (Snooker)
Das Malaysian Masters war ein zweimal ausgetragenes Snookerturnier auf Einladungsbasis, das sowohl 1984 als auch 1986 in Kuala Lumpur, der Hauptstadt von Malaysia stattfand. Die erste Ausgabe des Turniers gewann Terry Griffiths, die zweite Jimmy White. Während der ersten Ausgabe spielte Tony Meo mit einem 104er-Break das höchste Break der Turniergeschichte.

## Geschichte
Das Malaysian Masters gehörte zu einer Reihe von Turnieren, die Mitte der 1980er-Jahre ihre Erstaustragung in Asien hatten und von Barry Hearns Unternehmen Matchroom Sport veranstaltet und von der französischen Cognacmarke Camus gesponsert wurden. Wie auch bei anderen Turnieren dieser Reihe konnten mehrere Amateure neben den obligatorischen Spielern der Weltspitze an dem Turnier teilnehmen.
Die erste Ausgabe des Turniers fand im Rahmen der Saison 1984/85 im September 1984 im Selangor Club von Kuala Lumpur statt. Es nahmen drei Profispieler und zwei Amateure teil, allerdings gab es – wie auch bei der zweiten Ausgabe – kein Preisgeld zu gewinnen. Das Turnier wurde als einfaches Rundenturnier ausgetragen. Sieger wurde Terry Griffiths, der vor Tony Meo den ersten Platz der Gruppe belegte. Das höchste Break des Turniers spielte Tony Meo mit einem 104er-Break. Die zweite Ausgabe folgte erst zwei Saisons später, in der Saison 1986/87. Das Turnier wurde vom 28. bis zum 30. August 1986 im Putra World Trade Centre ausgetragen, diesmal nahmen drei Amateure und sieben Profispieler teil, die in einem K.-o.-System um den Sieg spielten. Das Turnier gewann Jimmy White mit einem 2:1-Sieg über Dennis Taylor. Während des Turniers wurden keine Breaks von mehr als hundert Punkten gespielt.
Nach der Saison 1986/87 fand kein weiteres Turnier mehr statt.

## Sieger
| Jahr                                  | Austragungsort                        | Sieger                                | Ergebnis                              | Finalist                              | Sponsor                               | Saison                                |
| Malaysian Masters – Einladungsturnier | Malaysian Masters – Einladungsturnier | Malaysian Masters – Einladungsturnier | Malaysian Masters – Einladungsturnier | Malaysian Masters – Einladungsturnier | Malaysian Masters – Einladungsturnier | Malaysian Masters – Einladungsturnier |
| ------------------------------------- | ------------------------------------- | ------------------------------------- | ------------------------------------- | ------------------------------------- | ------------------------------------- | ------------------------------------- |
| 1984                                  | Kuala Lumpur – Royal Selangor Club    | Terry Griffiths                       | Gruppen- phase                        | Tony Meo                              | Camus                                 | 1984/85                               |
| 1986                                  | Kuala Lumpur – Putra WTC              | Jimmy White                           | 2:1                                   | Dennis Taylor                         | Camus                                 | 1986/87                               |